# DSB MP
De DSB MP/FP, beter bekend als IC 2, is een tweedelig dieselmechanisch treinstel met lagevloerdeel voor het langeafstands- en regionaal personenvervoer van de Deense spoorwegonderneming Danske Statsbaner (DSB).

## Geschiedenis
Na het uitschrijven van een Europese aanbesteding werd in december 2000 een bestelling van 83 vierdelige treinen van het type IC4 voor het langeafstandspersonenvervoer gegund aan de firma AnsaldoBreda. De eerste trein zou in april 2003 worden geleverd en tussen januari 2004 en 2006 in dienst worden gesteld, maar pas in de zomer van 2007 vonden de eerste ritten voor de toelating plaats. De vervolgorder voor de bouw van 23 tweedelige treinen van het type IC2 werd in november 2002 geplaatst.
In februari 2011 werd begonnen met testen van dit treinstel op de ring van Velim in Tsjechië.

## Constructie en techniek
Het treinstel is opgebouwd uit een aluminium frame. Typerend aan dit treinstel is de spitse neus. Er zijn Scharfenbergkoppelingen toegepast om in treinschakeling te kunnen rijden met andere IC2's en de IC4. De treinstellen zijn uitgerust met luchtvering.
Het treinstel is uitgerust met twee Iveco V8-dieselmotoren van het type FVQE 28. Deze motor is afgeleid van de serie Vector. De motoren hebben een cilinderinhoud van 20 liter en zijn voorzien van een common-rail inspuitsysteem. Deze motor voldoet aan de Euro 3 norm en komt uit de wereld van tanks en zwaar transport.
De transmissie is een Voith hydromechanica model T 212 bre met hydrodynamische remmen.

## Treindiensten
De treinen zouden door de Danske Statsbaner onder meer ingezet worden op het traject Odense - Svendborg. Door het niet tijdig leveren van deze treinen was de DSB genoodzaakt om bij de leasemaatschappij Angel Trains treinen van het type MQ te huren. Inmiddels heeft de DSB in 2009 ook treinen voor het traject Århus - Ryomgård gehuurd.

## Ontoereikende betrouwbaarheid en terzijdestelling
De problemen die optraden bij de vierdelige serie treinstellen (type MG) deden zich ook bij dit type voor. De aanhoudende problemen waren voor DSB reden om de gehele serie in augustus 2016 terzijde te stellen. 

## Verkoop aan Astra TransCarpatic

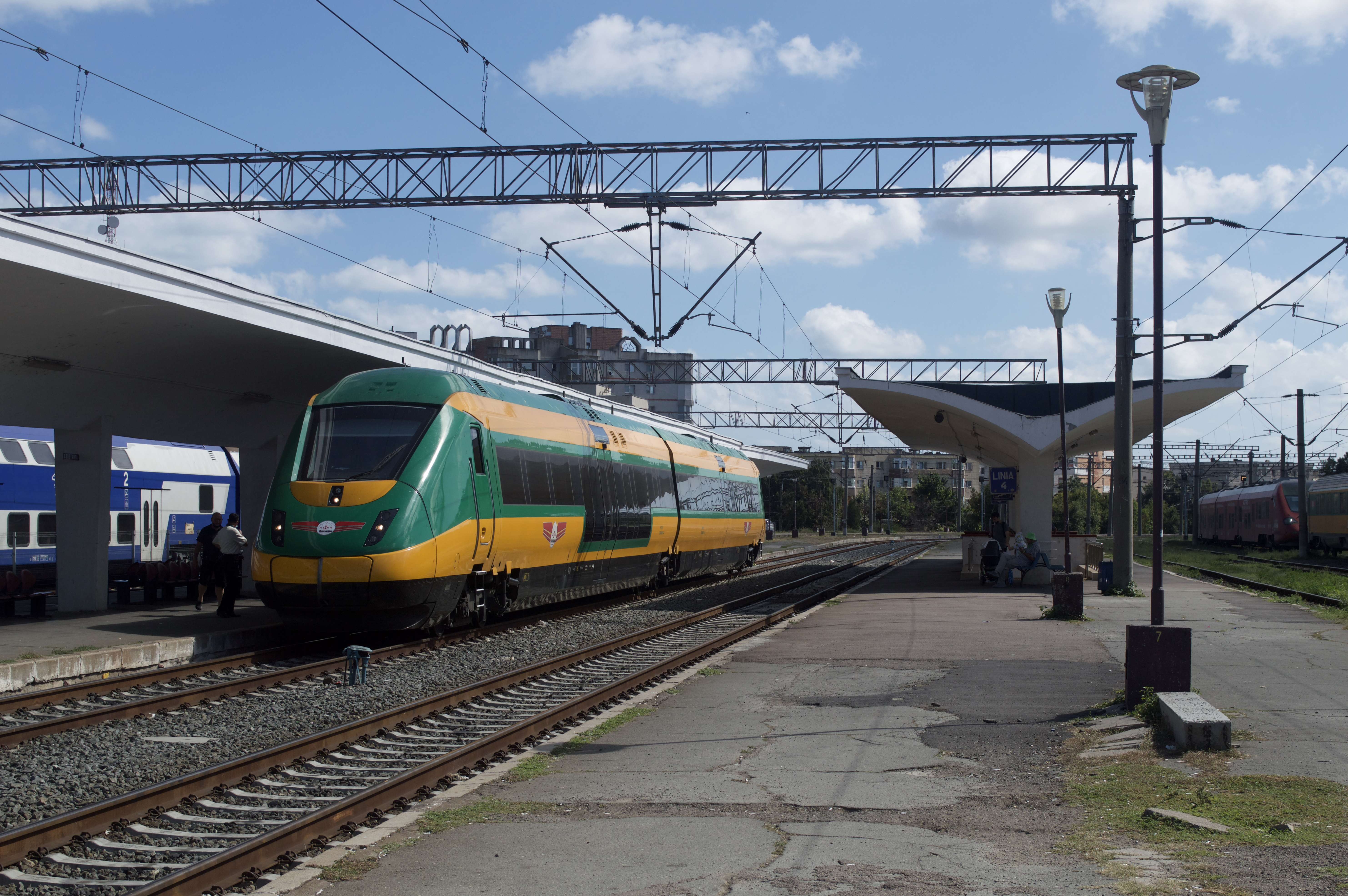
Ex-DSB MP in Constanța, 2021

Een deel van de treinstellen is in 2018 en later verkocht aan de Roemeense open access-operator Astra TransCarpatic. In 2022 zijn de resterende stellen verkocht, eveneens aan Astra TransCarpathic.